# Liste der Mainzer Weihbischöfe

## Erzbistum Mainz
| Die Weihbischöfe im rheinischen Teil des Erzbistums Mainz (in partibus Rheni) residierten in Mainz.                                     |            |                                             |
| Name | von        | bis                                         |
| Sigebodo von Stendal | 1215       | 1220                                        |
| Arnold OCist | 1249       | 1259                                        |
| Christian von Mühlhausen | 1276       | 1295                                        |
| Berthold von Henneberg | 1307       | 1312                                        |
| Hartung OMel | 1328?      |                                             |
| Heinrich von Apolda OFM (Titularbistum: Lavata)                                                                                         | 1338       | 1349                                        |
| Albrecht von Beichlingen (Titularbistum: Hippos)                                                                                        | 1350       | 1355                                        |
| Friedrich von Mülhausen OESA | 1392       | 1399                                        |
| Hermann Weise OFM (Titularbistum: Acco bzw. Akka)                                                                                       | 1405       | 1450                                        |
| Siegfried Piscator (1. Amtszeit) (Titularbistum: Cyrene)                                                                                | 1446       | 1455                                        |
| Heinrich Hopfgarten OESA (Titularbistum: Rhosus)                                                                                        | 1456       | 1460                                        |
| Siegfried Piscator (2. Amtszeit) | 1460       | 1473                                        |
| Dionysius (Titularbistum: Cyrene) | 1474       | 1475                                        |
| Matthias Emich (Titularbistum: Cyrene)                                                                                                  | 1476       | 1480                                        |
| Berthold von Oberg (Titularbistum: Panados)                                                                                             | 1480       | 1486                                        |
| Johannes (Titularbistum: Rodosto?) | 1480       |                                             |
| Heinrich von Rübenach (Titularbistum: Venecompensis)                                                                                    | 1486       | 1493                                        |
| Erhard von Redwitz OCist (Titularbistum: Venecompensis)                                                                                 | 1494       | 1502                                        |
| Thomas Ruscher (Titularbistum: Venecompensis)                                                                                           | 1502       | 1510                                        |
| Johannes Münster (Titularbistum: Venecompensis)                                                                                         | 1511       | 1538                                        |
| Michael Helding (Titularbistum: Sidon)                                                                                                  | 1538       | 1550                                        |
| Georg Neumann (Titularbistum: Sidon) | 1550       | 1551                                        |
| Balthasar Fannemann (Titularbistum: Misenum)                                                                                            | 1551       | 1561                                        |
| Leonhard Zittardus (Titularbistum: Misenum)                                                                                             | 1563       | 1569                                        |
| Stephan Weber (Titularbistum: Misenum)                                                                                                  | 1570       | 1622                                        |
| Ambrosius Seibaeus (Titularbistum: Misenum)                                                                                             | 1623       | 1644                                        |
| Wolter Heinrich von Strevesdorff OESA (Titularbistum: Ascalon)                                                                          | 1634       | 1674                                        |
| Matthias Starck (Titularbistum: Coronea)                                                                                                | 1681       | 1703                                        |
| Johann Edmund Gedult von Jungenfeld (Titularbistum: Mallus)                                                                             | 1703       | 1727                                        |
| Caspar Adolph Schnernauer (Titularbistum: Arad)                                                                                         | 1728       | 1733                                        |
| Christoph Nebel (Titularbistum: Capharnaum)                                                                                             | 1733       | 1769                                        |
| Ludwig Philipp Behlen (Titularbistum: Domitiopolis)                                                                                     | 1769       | 1777                                        |
| August Franz von Strauß (Titularbistum: Samaria)                                                                                        | 1778       | 1782                                        |
| Johann Valentin Heimes (Titularbistum: Aulon)                                                                                           | 1783       | 1806                                        |
| Die Weihbischöfe für den hessischen und thüringischen Teil des Bistums Mainz (in partibus Hassiae et Thuringiae) residierten in Erfurt. |            |                                             |
| Name | von        | bis                                         |
| Helmbert | 1191       | 1206                                        |
| Sigebodo von Stendal | 1214       | 1220                                        |
| Wilhelm | 1220       | 1244                                        |
| Christian von Kirchberg | 1260       | 1272                                        |
| Christian von Mühlhausen | 1276       | 1295                                        |
| Berthold von Henneberg | 1307       | 1311                                        |
| Hermann von Wildungen | 1392–1396  |                                             |
| Friedrich von Mülhausen | 1392, 1399 |                                             |
| Hermann von Gehrden | 1432       |                                             |
| Johannes Schulte OESA (Titularbistum: Sura)                                                                                             | 1466       |                                             |
| Berthold von Oberg OP (1. Amtszeit) (Titularbistum: Panados)                                                                            | 1468       | um 1478                                     |
| Berthold von Oberg (2. Amtszeit) | 1486       | 1489                                        |
| Georg Fabri (Titularbistum: Bir Seba)                                                                                                   | 1490       | 1498                                        |
| Johannes Bonemilch (Titularbistum: Sidon)                                                                                               | 1498       | 1508                                        |
| Paul Huthen (1. Amtszeit) (Titularbistum: Ascalon)                                                                                      | 1509       | 1524                                        |
| Paul Huthen (2. Amtszeit) | um 1527    | 1532                                        |
| Maternus Pistor (Titularbistum: Ascalon)                                                                                                | 1534       |                                             |
| Wolfgang Westermeyer (Titularbistum: Ascalon)                                                                                           | 1551       | 1568                                        |
| Nikolaus Elgard (Titularbistum: Ascalon)                                                                                                | 1578       | 1587                                        |
| Stephan Weber (Titularbistum: Mysien)                                                                                                   | 1587       | 1607                                        |
| Valentin Mohr OSB (Titularbistum: Ascalon)                                                                                              | 1607       | 1608                                        |
| Cornelius Gobelius (Titularbistum: Ascalon)                                                                                             | 1610       | 1611                                        |
| Christoph Weber (Titularbistum: Ascalon)                                                                                                | 1616       | 1633                                        |
| Heinrich Wolter von Streversdorf OESA (Titularbistum: Ascalon)                                                                          | 1634       | 1674                                        |
| Berthold Nihus (Neuhaus) (Titularbistum: Misium)                                                                                        | 1655       | 1657                                        |
| Johann Brassart (Titularbistum: Daulia)                                                                                                 | 1674       | 1676                                        |
| Adolph Gottfried Volusius (Titularbistum: Diocletiana)                                                                                  | 1676       | 1679                                        |
| Johann Daniel von Gudenus (Titularbistum: Utica)                                                                                        | 1680       | 1694                                        |
| Johann Jakob Senfft (Titularbistum: Vera)                                                                                               | 1695       | 1717                                        |
| Johann Joachim Hahn (Titularbistum: Metellopolis)                                                                                       | 1718       | 1725                                        |
| Christoph Ignaz von Gudenus (Titularbistum: Anemurium)                                                                                  | 1726       | 1747                                        |
| Johann Friedrich von Lasser (Titularbistum Lycopolis)                                                                                   | 1748       | 1769                                        |
| Johann Georg Joseph von Eckardt (Titularbistum: Ioppe)                                                                                  | 1769       | 1791                                        |
| Johann Maximilian von Haunold (Titularbistum: Emmaüs)                                                                                   | 1792       | 1807                                        |
| Weihbischof mit Sitz in Aschaffenburg                                                                                                   |            |                                             |
| Name | von        | bis                                         |
| Joseph Hieronymus Karl Kolborn (Titularbistum: Capharnaum)                                                                              | 1806       | 1816                                        |
| Bistum Mainz |            |                                             |
| Name | von        | bis                                         |
| Josef Maria Reuß (Titularbistum: Sinope)                                                                                                | 1954       | 1978 (emeritiert) 1985 gestorben            |
| Wolfgang Rolly (Titularbistum: Taborenta)                                                                                               | 1972       | 2003 (emeritiert) 2008 gestorben            |
| Franziskus Eisenbach (Titularbistum: Sigus)                                                                                             | 1988       | 2002 (emeritiert) 2024 gestorben            |
| Werner Guballa (Titularbistum: Catrum)                                                                                                  | 2003       | 2012 (gestorben)                            |
| Ulrich Neymeyr (Titularbistum: Maraguia)                                                                                                | 2003       | 2014 (zum Bischof von Erfurt ernannt)       |
| Udo Markus Bentz (Titularbistum: Sita)                                                                                                  | 2015       | 2023 (zum Erzbischof von Paderborn ernannt) |